# Szabó László Gyula
Szabó László Gyula (Pécs, 1942. március 28. –) professor emeritus, gyógyszerész, kutató, egyetemi tanár. Fő kutatási területei az allelopátia, csírázásélettan, fitokémia.

## Tanulmányai, életútja
Szülővárosában a Széchenyi István Gimnáziumban érettségizett, biológiatanára Horvát Adolf Olivér ciszterci paptanár az egész életpályájára meghatározó személyiség lett. A Budapesti Orvostudományi Egyetem Gyógyszerész karán 1965-ben kapott gyógyszerészi diplomát. 1970-ben gyógyszerész doktori címet, 1976-ban mezőgazdasági tudomány kandidátusa (PhD) címet, 1978-ban mezőgazdaság-tudományi doktori címet szerzett. 1989-től címzetes egyetemi docens, 1993-tól címzetes egyetemi tanár, 1994-től habilitált doktor biológia tudományágban. 2000-ben megkapta az MTA doktora (DSc) tudományos címet.
1997-től 2001-ig Széchenyi Professzori Ösztöndíjas. 1998-tól a Szent István Tudományos Akadémia rendes tagja.
Nős, felesége (Kőszegi Ildikó) könyvtáros. Két gyermeke van, fia (Szabó Márton) agrármérnök, lánya (Szabó Franciska) kommunikációs szakember.

## Szakmai pályája
1965-től a Baranya megyei Gyógyszertár Vállalatnál a sellyei gyógyszertárban dolgozik. 1965-től 72-ig az Országos Agrobotanikai Intézet tudományos munkatársa Tápiószelén, 1970-től a botanikai osztály vezetője. 1972-től 1984-ig az iregszemcsei Takarmánytermesztési Kutató Intézet bicsérdi telephelyén tudományos főmunkatárs. 1984–85-ben a Gyógynövény Kutató Intézet tudományos főmunkatársa, a minősítési csoport vezetője Budakalászon. 1985-től 1993-ig a Baranya megyei Gyógyszertári Központ Gyógynövény Laboratóriumának szaktanácsadó főmunkatársa, a gyógynövény-laboratórium vezetője. A laboratórium 1988-ban megkapta a „Szent-Györgyi Albert Orvostudományi Egyetem Oktató Laboratóriuma” címet.
1988-tól 1990-ig a Janus Pannonius Tudományegyetem Tanárképző Kar Növénytani Tanszékén a biológia fizikai és kémiai alapjai tantárgy előadója. 1990-től 1994-ig a Janus Pannonius Tudományegyetem Tanárképző Kar Növénytani Tanszékén a növényélettan tantárgy előadója, másodállású egyetemi docens.
1994-től 2012-ig a Pécsi Tudományegyetem Természettudományi Kar Növénytani Tanszékén egyetemi tanár, 2006-ig a növényélettan tantárgyfelelőse, 1997-től 2005-ig tanszékvezető és a Botanikus Kert vezetője, 2006-ban a Növényélettani Tanszék alapító vezetője, a Biológia Doktoriskola törzstagja. A Pécsi Tudományegyetem Általános Orvostudományi Kar, Gyógyszerésztudományi Szak, Farmakognóziai Tanszék alapítója, 2003-tól 2006-ig másodállású megbízott vezetője, 2006-tól 2012-ig megbízott tanszékvezető-helyettese.
2012. július 1-től a Pécsi Tudományegyetem Általános Orvostudományi Kar Gyógyszerésztudományi Szak, Gyógyszerészeti Intézeténél professor emeritus.

## Egyéb tudományos tevékenysége

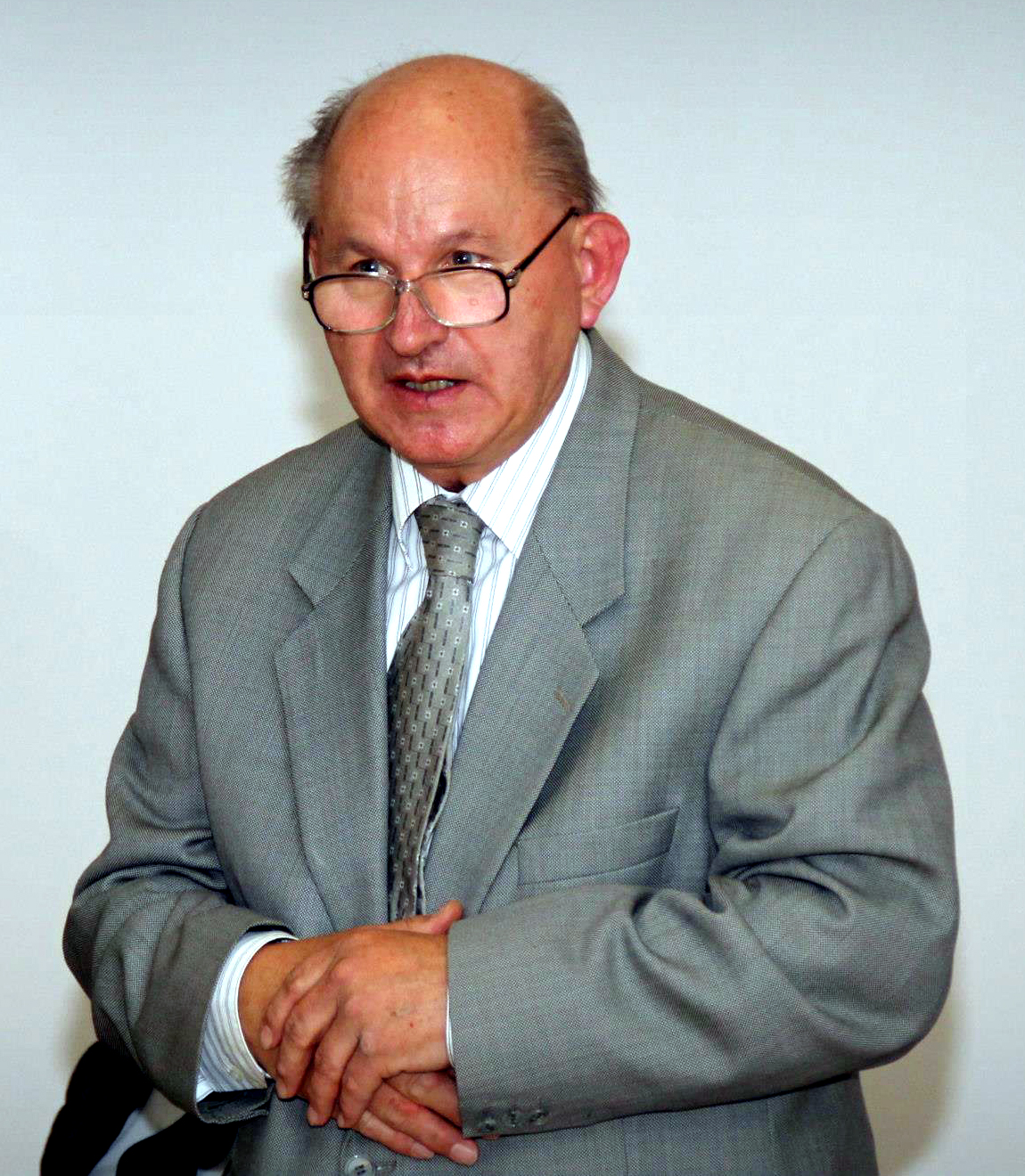
Szabó László Gyula előadást tart (Pécs, 2016)

1980-tól 1992-ig 11 alkalommal Agrártudományi (korábban Keszthelyi, majd Pannon, Nyugat-Magyarországi, jelenleg Széchenyi István) Egyetem Mosonmagyaróvári Agrártudományi Kar állami vizsgáztató bizottságának tagja.
A Melius Alapítvány és Ormánság Alapítvány kuratóriumi tagja.

## Tudományos bizottsági tagságai[4]
- MTA Pécsi Regionális Bizottságán (PAB) belül szakbizottsági (Környezetvédelmi és Urbanisztikai, Biológiai, Agrártudományi, Orvostudományi) és munkabizottsági (Botanikai, Gyógyszerészeti) tag (1974-től)
- MTA Kultúrflóra Szerkesztőbizottság tagja (1974-től)
- MTA Botanikai Bizottság tagja (1992-2011)
- MTA Diverzitásbiológiai Tudományos Bizottság tagja (2011-től)
- Magyar Gyógyszerésztudományi Társaság Gyógynövény Szakosztályának vezetőségi tagja (1986-tól)
- Magyar Biológiai Társaság Pécsi Csoportjának alapító titkára (1979), vezetőségi tagja

## Társasági, egyesületi tagságai[4]
- Mecsek Egyesület
- Pécsi Városvédő és Városszépítő Egyesület (Marton István elnöksége alatt a Környezetvédelmi Bizottság vezetője)
- Magyar Biológiai Társaság (Botanikai Szakosztály, Pécsi Csoport)
- Magyar Kémikusok Egyesülete (2014-ig)
- Magyar Mikológiai Társaság (korábban Pécsi Csoportjának alapító tagja)
- Magyar Gyógyszerésztudományi Társaság Gyógynövény Szakosztály
- Magyar Néprajzi Társaság (2012-ig)
- Magyar Természettudományi Társaság
- Magyar Orvostörténelmi Társaság Népi Orvoslási Szakosztálya

## Kitüntetései[4]
- A Mezőgazdaság Kiváló Dolgozója (MÉM miniszterhelyettes, 7379/1971)
- Augustin Béla-emlékérem (Magyar Gyógyszerészeti Társaság, 1991)
- Jánossy Andor-emlékérem (agrobotanikai kutatás elismeréséért, Tápiószele, Budapest, 2000)
- Természetbúvár Egyesület elismerő oklevél („Szépítsük meg Magyarországot” mozgalom, Budapest, 2000)
- Kitaibel Pál Bronzplakett (tanulmányi verseny elősegítéséért, Mosonmagyaróvár, 2001)
- Óvár Emlékérem I. fokozat – Felsőoktatási Tevékenység elismeréséért (Mosonmagyaróvár, Nyugat-Magyarországi Egyetem Mezőgazdaság- és Élelmiszertudományi Kar, dékán 2001, ikt. sz.: HO-187/2001)
- Pécsi Városszépítő és Városvédő Egyesület kitüntető oklevele, ezüst fokozat 1998, arany fokozat 2001 és 2003
- PAB Tudományszervezési Díj (Az MTA Pécsi Területi Bizottságának elnöke, 2004. november 5.)
- Huzella Tivadar-emlékérem (Magyar Biológiai Társaság, 2008)
- Szebellédy László-emlékérem (Magyar Gyógyszerésztudományi Társaság, 2010)

## Művei
Nevéhez számos szakkönyv és tudományos illetve tudománytörténeti közlemény kötődik: közel 50 könyv és több mint 500 publikáció szerzője, több mint 100 könyv társszerzője.